# 和歌山県道188号柏御坊線
和歌山県道188号柏御坊線（わかやまけんどう188ごう かしわごぼうせん）は、和歌山県日高郡日高町から御坊市に至る一般県道である。

## 概要
日高郡日高町大字志賀から御坊市薗に至る。

### 路線データ
- 起点：和歌山県日高郡日高町大字志賀（和歌山県道24号御坊由良線交点）
- 終点：和歌山県御坊市薗（和歌山県道176号井関御坊線交点）
- 実延長：11.035 km

## 路線状況

### 重複区間
- 和歌山県道189号比井紀伊内原停車場線（日高郡日高町大字志賀 - 日高郡日高町大字志賀・志賀交差点）
- 和歌山県道24号御坊由良線（日高郡美浜町大字和田）
- 国道42号（御坊市薗・松原通り交差点 - 御坊市薗・大浜通り交差点）

### 道路施設

#### 橋梁
- 大川橋（西川、日高郡美浜町）

## 地理

### 通過する自治体
- 和歌山県
  - 日高郡日高町 - 日高郡美浜町 - 御坊市

### 交差する道路
| 交差する道路                                     | 市町村名 | 市町村名 | 交差する場所 | 交差する場所   |
| ------------------------------------------------ | -------- | -------- | ------------ | -------------- |
| 和歌山県道24号御坊由良線                         | 日高郡   | 日高町   | 大字志賀     | 起点           |
| 和歌山県道189号比井紀伊内原停車場線 重複区間起点 | 日高郡   | 日高町   | 大字志賀     |                |
| 和歌山県道189号比井紀伊内原停車場線 重複区間終点 | 日高郡   | 日高町   | 大字志賀     | 志賀交差点     |
| 和歌山県道24号御坊由良線 重複区間起点            | 日高郡   | 美浜町   | 大字和田     |                |
| 和歌山県道24号御坊由良線                         | 日高郡   | 美浜町   | 大字和田     |                |
| 国道42号 重複区間起点                            | 御坊市   | 御坊市   | 薗           | 松原通り交差点 |
| 国道42号 重複区間終点                            | 御坊市   | 御坊市   | 薗           | 大浜通り交差点 |
| 和歌山県道176号井関御坊線                        | 御坊市   | 御坊市   | 薗           | 終点           |

### 交差する鉄道
- [[[紀州鉄道線]]

### 沿線
- 志賀郵便局
- 日高町立志賀小学校
- 美浜町立和田小学校
- 美浜町役場
- 和歌山県立みはま支援学校
- 国立病院機構和歌山病院
- 美浜町立松洋中学校
- 美浜町立松原小学校
- 紀州鉄道線
  - 西御坊駅 - 市役所前駅
- 御坊市役所
- 御坊市立御坊小学校